# Juravlivka (Simferòpol)
|  | Per a altres significats, vegeu «Juravliovka». |

Juravlivka (en (ucraïnès): Журавлівка) és un poble de la República Autònoma de Crimea a Ucraïna, que el 2014 tenia 1.368 habitants. Pertany al districte de Simferòpol.